# Aki-Matilda Høegh-Dam
Aki-Matilda Høegh-Dam (født 17. oktober 1996 i Hillerød) er en grønlandsk politiker, der repræsenterer Naleraq. Tidligere var hun medlem af partiet Siumut. Hun blev valgt til Folketinget som 22-årig ved folketingsvalget i 2019 med 3.467 personlige stemmer.

## Opvækst og uddannelse
Aki-Matilda Høegh-Dam stammer fra Sisimiut, men har også boet i Nuuk, Upernavik og Qaqortoq. Hun er vokset op sammen med sine to ældre brødre og har desuden to halvsøstre på sin fars side. Aki-Matilda Høegh-Dam flyttede til København i 2015 for at studere på Københavns Universitet og afsluttede siden en bachelor i statskundskab.
I 2015 deltog Aki-Matilda Høegh-Dam i skønhedskonkurrencen Miss Danmark og blev nummer 6 i finalen, hvilket gav en del opmærksomhed i Grønland.
Aki-Matilda Høegh-Dam kommer fra en politisk aktiv familie. Hendes far Kim Høegh-Dam er aktiv i Naleraq, og hendes bror Qarsoq har arbejdet for partiet. Hun er kæreste med erhvervsmanden og politikeren Kuno Fencker, der var nummer to på kandidatlisten for Partii Naleraq ved folketingsvalget i 2019, hvor han fik 455 stemmer.

## Politisk arbejde
Som 14-årig begyndte Aki-Matilda Høegh-Dam at udføre frivilligt arbejde i NAKUUSA's børneråd. NAKUUSA er et projekt, der er oprettet i samarbejde mellem Grønlands Selvstyre og UNICEF for at styrke FN's Børnekonventions stilling i Grønland. I 2011 deltog Aki-Matilda Høegh-Dam i et børnetopmøde som blev afholdt af NAKUUSA i Ilulissat, hvor 40 grønlandske unge diskuterede hvordan grønlandske børn og unge får et bedre liv. Arbejdet i NAKUUSA fik hende til at engagere sig i politik, og som 15-årig meldte Aki-Matilda Høegh-Dam sig ind i Siumut Ungdom.
Aki-Matilda Høegh-Dam har været partisekretær i Siumut Ungdom. Hun hjalp til på Siumuts kontor i Inatsisartut flere gange fra 2013 til 2015, og blev derefter ansat som studentermedhjælper for Siumut i Folketinget, da hun kom til København.
I februar 2025 meldte Høegh-Dam sig ud af Siumut, og meldte sig derefter ind i Naleraq. Hun stiller op for Naleraq til det kommende parlamentsvalg, men har ikke foreløbig plan om at opgive sit mandat i Folketinget hvis hun bliver valgt.

## Tale på grønlandsk i Folketinget
Efter den årlige redegørelse om rigsfællesskabet, som blev fremlagt af statsminister Mette Frederiksen fredag den 12. maj 2023, fastholdt Høegh-Dam at holde sin tale på grønlandsk, og afviste efterfølgende – på grønlandsk – at læse talen op på dansk. Talen blev starten på en debat som 21. september 2023 førte til at det blev tilladt at tale grønlandsk og færøsk i Folketinget, hvis taleren efterfølgende oversætter talen til dansk. Desuden kan folketingsmedlemmer valgt i Grønland og på Færøerne få penge til at ansætte en tolk, ligesom visse skriftlige redegørelser som omfatter grønlandske og færøske forhold, vil blive oversat. Høegh-Dam vandt prisen for årets danske tale, som uddeles af institutionen Danske Taler, for sin tale på grønlandsk. I begrundelse blev fremhævet den debat som talen skabte, og den virkning som den havde. Talen illustrerede overfor Folketinget den følelse som grønlændere kan have, når de ikke forstår diskussioner om deres land på dansk, et forhold som Høegh-Dam kom ind på i talen og gerne vil lave om på.
Under en folketingsdebat den 3. oktober 2024 blev Høegh-Dam bedt om at forlade talerstolen af Folketingets formand Søren Gade efter at have holdt en otte minutters tale, der oprindeligt skulle holdes på dansk. I stedet holdt hun talen på grønlandsk, hvor hun talte om Siumuts politiske holdning, selv om hun på forhånd havde distribueret skriftlige oversættelser til andre lovgivere.